# Veľká Čierna
Veľká Čierna (em húngaro: Nagycserna) é um município da Eslováquia, situado no distrito de Žilina, na região de Žilina. Tem 4,82 km² de área e sua população em 2018 foi estimada em 355 habitantes.

## Demografia
| Ano:        | 1994 | 2004   | 2014   | 2024   |
| ----------- | ---- | ------ | ------ | ------ |
| Broj ljudi: | 360  | 357    | 348    | 370    |
| Razlika:    |      | -0,83% | -2,52% | +6,32% |

| Ano:               | 2023 | 2024   |
| ------------------ | ---- | ------ |
| Número de pessoas: | 373  | 370    |
| Diferença:         |      | -0,80% |